# カヴァス
カヴァス（中ウェールズ語: cauall ヘルゲストの赤本・ルゼルフの白本; 現代綴り:Cafall; 発音：/kaˈvaɬ/; ラテン語: Cabal, 異綴り Caball（K写本））は、アーサー王の犬の名。元来は、馬のことだったとも考察される。
カヴァスは、マビノギオンの一話『キルッフとオルウェン 』に登場するアルスル（アーサー王）の犬の名で、巨大な猪トゥルッフ・トゥルウィス や他の猪の狩猟犬として活躍した。

このカヴァスは、アーサー一番のお気に入りの犬で、シカ狩りのときには、他の全部の犬より後回しに、最後に解き放つのが習わしであった(『エルビンの息子ゲライントの物語』)。 
ラテン語ではカバルとつくり、戦士アーサーのその犬がトロイントというイノシシ狩りで足跡を岩に残したと、史書『ブリトン人の歴史』（9世紀）に補遺された「奇蹟」の部に伝わっている。

## ブリトン人の歴史
『ブリトン人の歴史』(原文ラテン語。9世紀?)に付随する「ブリタニアの奇蹟」の部（多くの写本では作品の一部として綴られている）は、じっさいは補完部分であるものの、原書とほぼ同時代の成立（9世紀初頭）とされている。この「ブリタニアの奇蹟」にも、のちのウェールズの『マビノギオン』の枝篇『キルッフとオルウェン』のイノシシ狩りの題材が見つかっている。
この史書によれば、戦士アーサー（アーサー王）の飼犬「カバル」（≒カヴァス）は、トロイント（≒トゥルッフ・トゥルウィス）という猪を追っていて、ある石の表面に足跡のしるしを残した。
以下、引用文の訳出である：

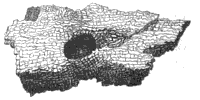
ウェールズのカルン・カヴァスの岩の足跡。ゲスト夫人編訳『マビノギオン』(1849年)より

「カルン・カバル」というのは「ケアン」（cairn）と称する、太古の積石の墳丘（石塚）を指す。

### 地理的考察
シャーロット・ゲスト（1849年）の時代には、この「カルン・カバル」(ウェールズ語風だとカルン・カヴァル）という名跡の実在が知られており、知人に頼んで現地取材しその「足跡」の石を模写させた画を編訳本の巻末注に掲載している（上図参照）。古書にみえる「ブエルト」地域だが、実在の山も「ブイス Buith」と呼ばれる旧地区に所在し、これは中世ウェールズの頃に「ビエスト Buellt」と呼ばれたカントレヴの名残りをとどめるものである。ラアアデルより南に見える山である、と伝えている。
ブリンリー・F・ロバーツの説明によれば、近年ではカーン・ガファルトという山名で知られるという。その説明ではビルス・ウェルスの町からラアアデルの町の道のりのあいだにあるという。たしかにビルス・ウェルスは、『奇蹟』でいうブエルトという地名の名残をとどめる町名ではある。ところが山はラアアデルの町（在ラドノーシャー州、歴史的州名）とビルス・ウェルス（在ブレックノックシャー州）のうち、前者のほうにより近い。
ただ、このカーン・ガファルト山が正しい場所かは確定できない、とも意見される。森野聡子は"アーサーが、南ウェイルズはブラック・マウンティンの山中で猪狩りをした"とき（ブラック山かブラック山地）の故事だと解説している。

## キルッフとオルウェン
上述の単純明快な狩猟伝説と異なり、中世興隆期のウェールズ語の物語『キルッフとオルウェン』では、多くの試練がくわわって、いりくんだ筋書きになっている。主人公キルッフは、巨人の長イスバザデンの娘に求婚し、巨人の長が交換条件として提示する、いわば結納品、すなわち長々と羅列される「難業」の数々のなかに、猪狩りも含まれており、キルッフは親戚のアルスル王(アーサー王)に頼み込み、大人数を総動員させて事を成す。

狩猟犬はカヴァス以外にも、複数の名のある犬が連れられ、獲物は本命の猪トゥルッフ・トゥルウィス以下、その七頭の子猪(名前あり)が牙をむき、また、これらとは別に猪の長エスキスエルウィンという一頭も仕留めねばならない。

### 猪の長エスキスエルウィン
『キルッフとオルウェン』の物語で、猪の長エスキスエルウィンは、アルスル王ひきいる一団の標的のひとつで、その生牙を、生きながらにして引っこ抜かねば、巨人の長イスバザデンのひげを剃る役には立てないと言い渡されていた。
この狩りには、アルスル王の犬カヴァスが参加し、この犬がエスキスエルウィンを倒した（少なくとも絶体絶命の場においつめた）とされている。この猪は、プリダインのカウ(ウェールズ語: Cau; 「カイ」とも発音できるが、カイ卿 Cei とまぎらわしくなる。)が、アルスルの牝馬スァムライを拝借して乗り、手斧でこの猪の頭をかち割る。物語の語り手は、巨人がこの狩りに必要であろうと予言した犬ではなく、カヴァスが役目を果たした、と注釈している。
この後、「ベドウィル（ベディヴィア卿）がアルスル御自身の犬カヴァスを引いてゆき、」、他の猟犬に混じって、大猪トゥルッフ・トゥルウィスとその子猪らを狩りに行くのだが、そちらでカヴァスが果たした役割は明記されていない。

### 犬のリスト
『キルッフとオルウェン』に登場する、アルスル一行の狩猟犬、または目的達成のために一行に加わった犬には、以下が含まれる:
- 雌犬リムヒ(Gast Rhymhi)が生んだ二匹の(狼の?)仔犬たち[25][26]。
  - グウィドリトとグウィディン・アストリス(Gwyddrud & Gwyddneu Astrus)。アルスルの宮仕えの者として紹介されているが、これが実は上の二匹の仔犬（仔狼）の名前だという説がある[27][28]
- アネトとアイスレム (Aned & Aethlem) [29][30]。
- グラス、グレイシック、グレイサット(Glas, Glessic, Gleisad)[31][34][注 6]は、キリッズ・キヴルフの三人息子ブルッフ、キヴルッフ、セヴルッフ(Bwlch,  Kyfwlch, & Sefwlch)が所有。
- ドゥルトウィン (Drudwyn) [38][39]は、エリの息子グライトの仔犬。
- グリスミル・レデウィクの二犬 (Glythmyr Ledewic~)[40]/グリスヴィル・レデウィグ(Glythfyr Ledewig)の二犬[41]。

#### 馬のカヴァス
前述のキリッズ・キヴルフの三人息子の持ち物には、カス、クアス、カヴァス(Call, Cuall, and Cafall)という三頭の馬も登場する。つまり、カヴァスというのは馬名でもあるのだ。(ただし、ゲスト夫人役では上述の「グラス、グレイシック、グレイサット」は三本の剣名とされていて、カス、クアス、カヴァスは、三匹の犬と解される。）

## 語源
イヴォル・ウィリアムズは、古ウェールズ文学における、"cafall"という語の使用について追究をした
このカヴァス(Cavall)という犬名が、「馬」を意味するラテン語: caballusに近似していることは、大勢の学者や一般読者がつとに気づいている点であるが、例えば R. J. Thomas による1936年の学術文にその例があり、そこではコナル・ケルナハの犬頭の馬と関連付けている.
レイチェル・ブロムウィッチも、carnという語には、「ケアン(石積)」と「蹄（ひづめ）」の二重の意味があるので、カバル/カヴァスというのは、本来アルスルの犬ではなく馬をさしていた可能性が高かろう」と意見している。